# Parafroneta insula
Parafroneta insula là một loài nhện trong họ Linyphiidae.
Loài này thuộc chi Parafroneta. Parafroneta insula được A. David Blest miêu tả năm 1979.